# Friedrich Risner

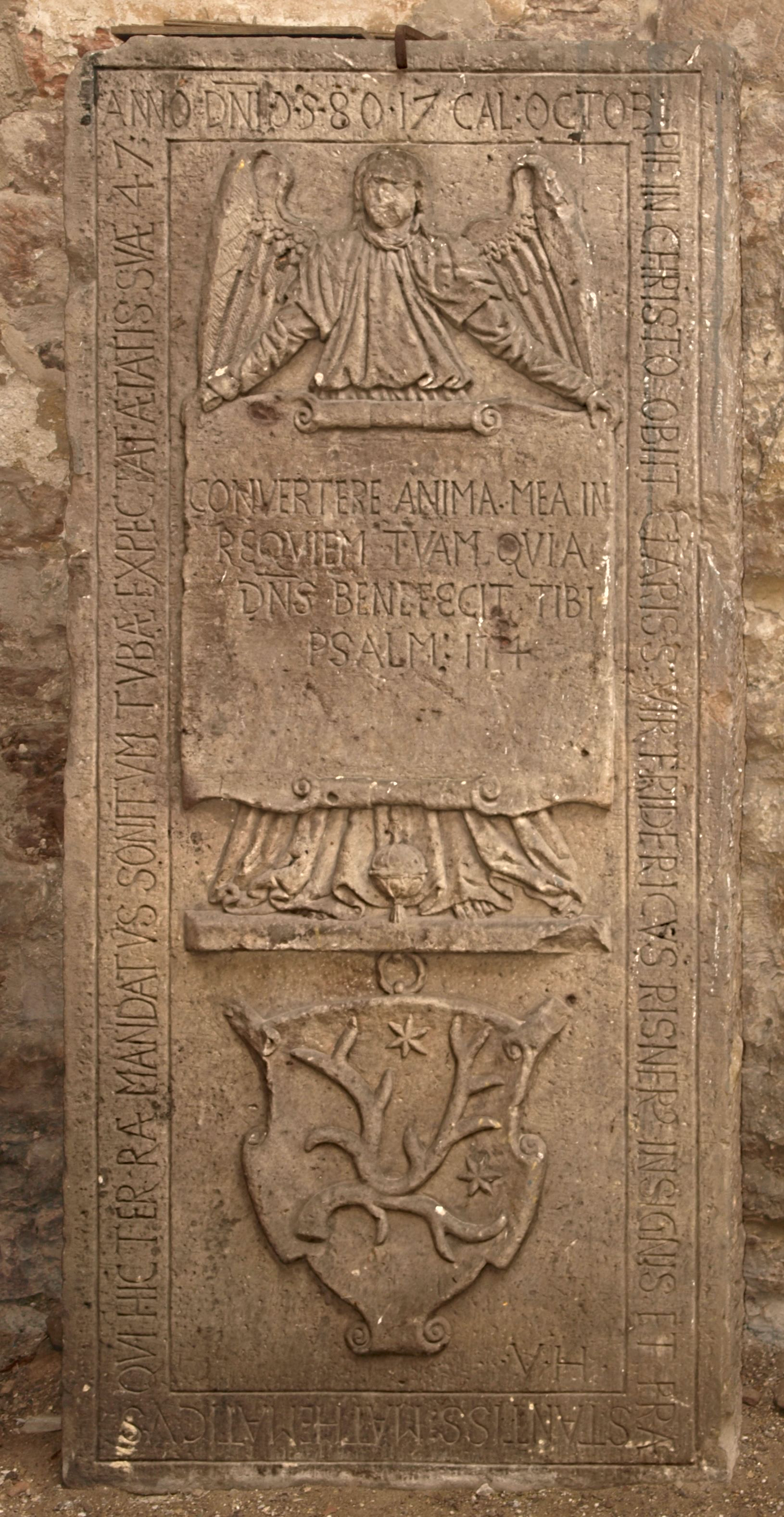
Risners Grabplatte in der Bad Hersfelder Stiftsruine

Friedrich Risner (* um 1533 in Hersfeld; † 15. September 1580 ebenda) war ein Mathematiker.

## Leben
Friedrich Risner wurde um 1533 geboren. Er war Schüler von Petrus Ramus und erster Inhaber des Lehrstuhles für Mathematik am Collège Royal de France in Paris.
Risner publizierte 1572 Opticae thesaurus: Alhazeni Arabis libri septem, nuncprimum editi; Eiusdem liber De Crepusculis et nubium ascensionibus, eine latinisierte Übersetzung der Werke von Ibn al-Haitham und Erazmus Ciolek Witelo, die beide frühe Pioniere auf dem Gebiet der Optik waren. Risners Veröffentlichung hatte großen Einfluss auf die Mathematiker seiner Zeit. Unter anderem waren dies Johannes Kepler, Christiaan Huygens, und René Descartes.
Risner wird die Konstruktion der ersten tragbaren Camera obscura zugeschrieben.
Nach der Bartholomäusnacht flüchtete Risner zurück nach Hersfeld und starb dort im Alter von 47 Jahren. Er wurde in der Stiftskirche Bad Hersfeld begraben. Sein Grabstein existiert dort immer noch in einem guten Zustand. Die lateinische Umschrift lautet:

“Anno Domini 1580. 17. Cal. Octob. pie in Christo obiit clariss. vir Fridericus Risner insignis et praestantissimus Mathematicus qui hic terrae mandatus sonitum tubae expectat aetatis suae 47”

„Im Jahre des Herrn 1580 am 15. September starb in Christus im 47. Lebensjahr der sehr berühmte Friedrich Risner, ein ausgezeichneter und hervorragender Mathematiker, der hier der Erde übergeben den Schall der Posaune erwartet“

Im unteren Teil des Grabsteines ist das Familienwappen der Risners zu sehen.

## Werke
- Friedrich Risner (Ed.): Opticae thesaurus. Basel, 1572; with introduction by David Lindberg, NY: Johnson Reprint, 1972